# Au-delà des lois humaines
Au-delà des lois humaines er en fransk stumfilm fra 1920 af Marcel Dumont og Gaston Roudès.

## Medvirkende
- Rachel Devirys
- Germaine Sablon
- Georges Saillard
- Maurice Schutz
- Jean Signoret